# Waldemar Dudek
Waldemar Dudek (ur. 20 października 1971) – polski chodziarz sportowy, medalista mistrzostw Polski w chodzie na 50 km.

## Kariera sportowa
W 1990 na mistrzostwach Polski juniorów na dystansie 10 km osiągnął 3. pozycję.
W 1995 roku zajął 3. miejsce na mistrzostwach Polski seniorów w chodzie na 50 km na zawodach rozegranych w Zamościu. Tytuł mistrzowski na tym samym dystansie zdobył w 1997 w Gdyni, a w 1999 zdobył srebro na mistrzostwach rozegranych w Białej Podlaskiej.
Reprezentował Polskę na pucharze Europy w chodzie sportowym w hiszpańskim A Coruña. Zajął tam indywidualnie 34. miejsce w chodzie na 20 km, a drużynowo 6. pozycję. Dwa lata później wystąpił ponownie pucharze Europy w chodzie sportowym rozegranym tym razem w słowackich Dudincach – nie ukończył wyścigu na 50 km.
W czasie swojej kariery reprezentował klub Wawel Kraków.

## Osiągnięcia

### Seniorzy – międzynarodowe
| Rok  | Impreza                 | Miejsce  | Konkurencja             | Pozycja     | Wynik   |
| ---- | ----------------------- | -------- | ----------------------- | ----------- | ------- |
| 1996 | Puchar Europy w chodzie | A Coruña | chód na 20 km drużynowy | 6. miejsce  | 401 pkt |
| 1996 | Puchar Europy w chodzie | A Coruña | chód na 20 km           | 34. miejsce | 1:28:49 |

### Seniorzy – krajowe
| Rok  | Impreza                     | Miejsce        | Konkurencja   | Pozycja    | Wynik   |
| ---- | --------------------------- | -------------- | ------------- | ---------- | ------- |
| 1995 | Mistrzostwa Polski seniorów | Zamość         | chód na 50 km | 3. miejsce | 4:09:45 |
| 1997 | Mistrzostwa Polski seniorów | Gdynia         | chód na 50 km | 1. miejsce | 4:04:35 |
| 1999 | Mistrzostwa Polski seniorów | Biała Podlaska | chód na 50 km | 2. miejsce | 4:25:52 |

### Juniorzy – krajowe
| Rok  | Impreza                     | Miejsce              | Konkurencja   | Pozycja    | Wynik    |
| ---- | --------------------------- | -------------------- | ------------- | ---------- | -------- |
| 1990 | Mistrzostwa Polski juniorów | Stargard Szczeciński | chód na 10 km | 3. miejsce | 44:40,90 |